# Noro Držiak

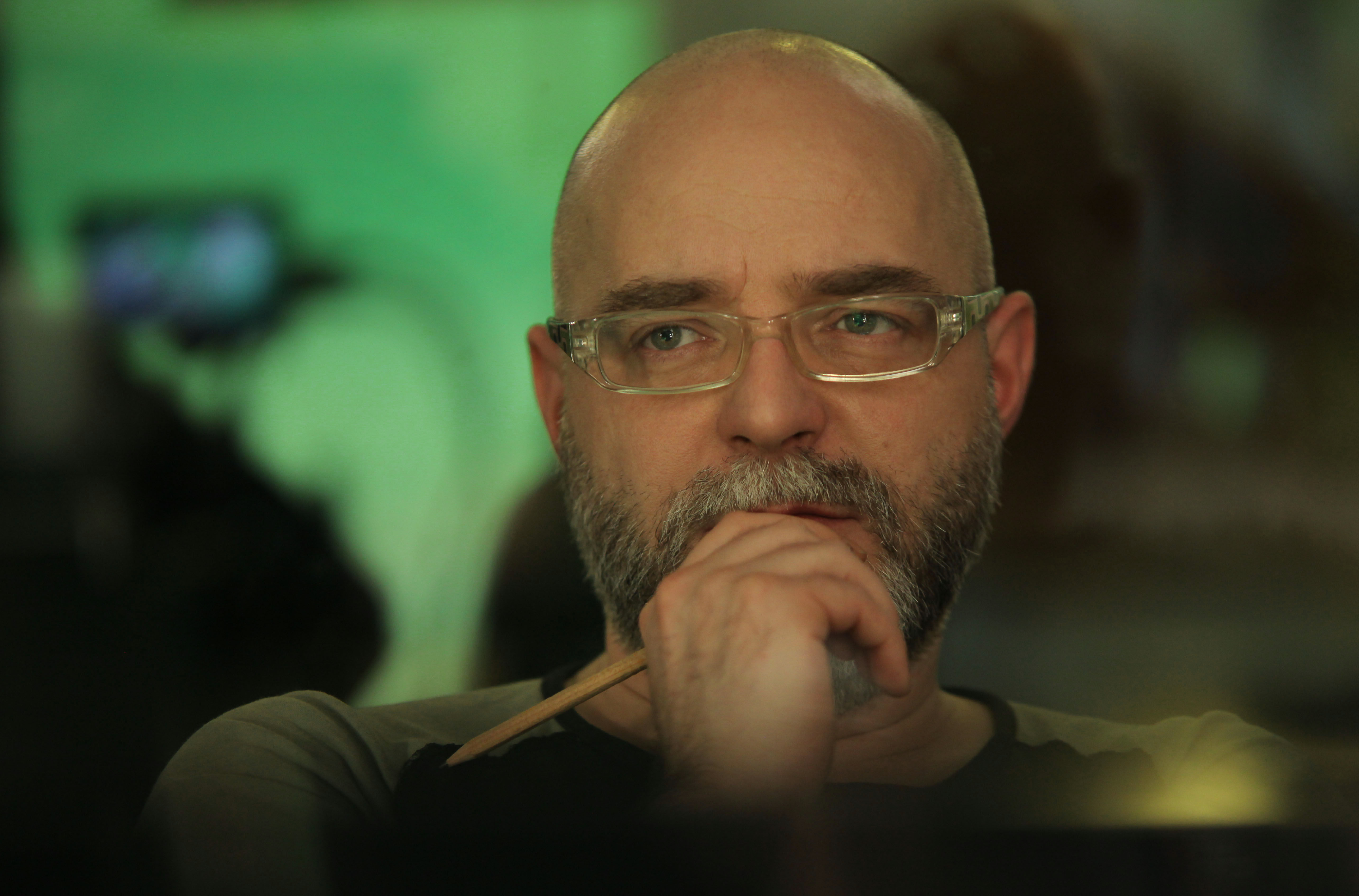

Noro Držiak, celým jménem Norbert Držiak (* 16. května 1974, Piešťany, ČSSR, dnes Slovenská republika), je výtvarník, animátor a režisér slovenského původu žijící v Praze. Absolvent Filmové školy Zlín, v roce 2005 absolvoval Katedru animované a multimediální tvorby na FAMU pod vedením Břetislava Pojara. Je výtvarníkem postav večerníčkovského seriálu Krysáci, který získal v roce 2008 cenu Elsa za nejlepší animovaný pořad. V roce 2003 resp. 2004 založil v Praze pobočku animačního a postprodukčního studia Tobogang. V letech 2009-2011 studio koprodukovalo a vyrábělo první český celovečerní rotoskopický film Alois Nebel, na kterém pracoval jako supervizor animací a vizuálních efektů. V roce 2012 za něj získal Českého lva v kategorii Nejlepší výtvarné řešení filmu (spolu s Jaromírem 99 a Henrichem Borárosem). Jako režisér animace spolupracoval na slovenském televizním filmu True Štúr. Režíroval první slovenské celovečerní trikové dokudrama Cesta do nemožna o Milanu Rastislavovi Štefánikovi.